# Richard Lang
Richard Lang (Sydney, 23 de febrer de 1989) és un ciclista australià, professional des de finals de 2009. Actualment corre a l'equip JLT Condor.
En el seu palmarès destaca la victòria a l'UCI Oceania Tour de 2011.

## Palmarès
- 2009
  -  Campió d'Austràlia d'Omnium
  - Vencedor d'una etapa del Tour de Gippsland
  - Vencedor d'una etapa del Tour de Geelong
  - Vencedor d'una etapa del Tour del riu Murray
  - Vencedor d'una etapa del Tour de Tasmània
  - Vencedor d'una etapa del Tour de Perth
- 2010
  - Vencedor d'una etapa del Tour de Tasmània
- 2011
  - 1r a l'UCI Oceania Tour
  - Campió d'Oceania en ruta sub-23
  - 1r al Trofeu Banca Popolare Piva